# Ottavio (album)
Ottavio è un album della Bandabardò, pubblicato il 5 settembre 2008. L'album racconta in 14 tracce la storia di Ottavio, la maschera della commedia dell'arte che sin da bambino si dimostra propenso all'amore.

## Tracce
L'infanzia
1. Bambino (cover di Dalida)
2. Bambine cattive
3. Timido tango

Le cattive compagnie
1. Balla ancora
2. La mauvaise réputation di Georges Brassens
3. Lilù si sposa

Ottavio e l'amore
1. O 'guerriero 'nnammurato
2. La ballata di don Gino
3. Le ballerine
4. Senza parole

La fuga
1. Viva la campagna di Nino Ferrer
2. La vedova Begbick liberamente tratto da Un uomo è un uomo di Bertold Brecht, su testo del regista teatrale Riccardo Massai
3. Porto Cabagna

Gran finale
1. Armistizio

## Formazione

### Gruppo
- Erriquez - voce, chitarra acustica, carillon, produzione
- Finaz - chitarra solista, bouzouki, mandolino, produzione
- Don Bachi - basso, contrabbasso, voce in O’ guerriero ‘nnamurato
- Orla - chitarra elettrica, voce in O’ guerriero ‘nnamurato
- Nuto - batteria
- Ramon - percussioni, tromba, voce in La ballata di don Gino

### Produzione
- Cantax - suoni, fonico, preproduzione, produzione
- Gianluca Vaccaro - produzione
- George Marino - mastering
- Gabriele Di Domenico - assistente produzione
- Vittorio Paciaroni - assistente produzione
- Ale Rovesti - assistente produzione
- Francesco Barbaro - produzione
- R. Slave Procaccini - programmazione

### Collaborazioni
- Tonino Carotone - voce in Bambino
- Stefano Bollani - pianoforte

### Copertina
- Pasquale Modica - foto di Ottavio

## Classifiche
| Classifica | Posizione massima |
| ---------- | ----------------- |
| Italia     | 7                 |